# Ordynariat Grecji
Ordynariat Grecji – ordynariat dla wiernych obrządku ormiańskokatolickiego w Grecji. Istnieje od 1925. Od 25 stycznia 2025 ordynariuszem jest ks. Mikaël Bassalé ICPB.